# Duan Siping

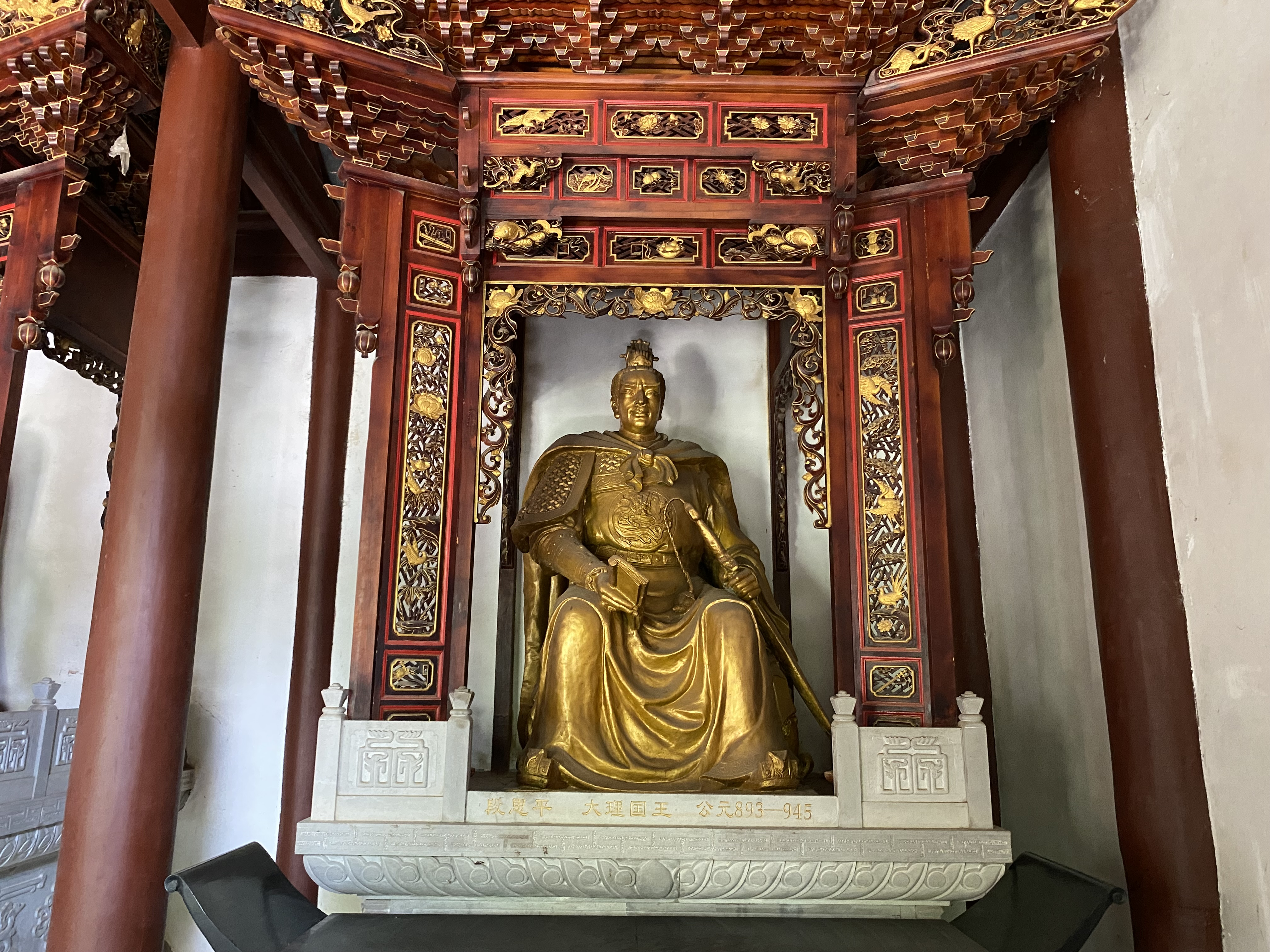
Statue de Duan Siping dans le temple du roi de Juchang dans le comté de Tonghai.

Duan Siping (894-944), issu d'une famille de militaires du Royaume de Nanzhao, est un général bai, fondateur en 937 du Royaume de Dali, qui durera jusqu'à l'arrivée des Mongols en 1252.